# Экстремальное кино
«Экстремальное кино» (англ. Extreme Movie) — американский молодёжный комедийный фильм 2008 года. В главных ролях снимались Майкл Сера, Джейми Кеннеди, Фрэнки Муниз и Кевин Харт.
Критики окрестили фильм «экстремальной тратой времени» и сравнили с комедией Вуди Аллена «Всё, что вы всегда хотели знать о сексе, но боялись спросить».

## Сюжет
Фильм представляет собой серию короткометражек, в которой главные герои попадают в нелепые ситуации, связанные с темой секса. Связующим звеном между эпизодами являются вставки с актёром Мэттью Лиллардом, дающим советы парочкам.

## В главных ролях
- Майкл Сера — Фред
- Джейми Кеннеди — Матеус
- Фрэнки Муниз — Чак
- Кевин Харт — Барри
- Мэттью Лиллард — в роли самого себя
- Ванесса Ли Честер — Шарлотта
- Бен Фельдман — Лен
- Риган Уоллес — Джессика
- Дэннил Харрис — Мелисса
- Крис Купер — агент ФБР Майк
- Роберт Джон Бёрк — агент ФБР Бен
- Ванесса Ленгиз — Карла
- Хэнк Харрис — Ронни
- Беверли Митчелл — Сью
- Николас Д’Агосто — Эван
- Джоанна Гарсия — Свити Пай
- Стэнтон Барретт — бостонский полицейский
- Кайл Гэсс — порнорежиссёр

## Сборы
Фильм стал кассовым провалом — при бюджете в 1,2 миллиона долларов он собрал всего чуть больше 80 тысяч.